# Upravna podjela NDH

## Lipanj 1941.
Tijekom lipnja je dogovorena upravna podjela NDH:
- velike župe (na koncu ih je bilo 22)
- kotari - 142 (u početku, broj je varirao tijekom rata)
  - kotarske ispostave - 31 (u početku)
- općine - 1006
- grad Zagreb - glavni grad

### Sporni teritoriji
Mađarska je pripojila Međimurje 16. travnja 1941. godine bez pristanka vlasti NDH, a 11. travnja 1941. godine, Mađarska vojska okupirala je Baranju. NDH to nikad nije priznala. Ministar vanjskih poslova NDH Mladen Lorković ocijenio je da su odnosi NDH s Mađarskom u beznadnom položaju, a prigodom sazivanja Sabora 24. veljače 1942. izjavio je da Međimurje "smatra sastavnim dijelom NDH". Premda je Mađarska Međimurje inkorporirala u Zaladsku županiju, NDH je ipak zadržala upravu za kotare Čakovec i Prelog. Oni ipak nisu djelovali u tim gradovima, ali jesu u Varaždinu, u NDH. Međimurje je upravno pričalo velikoj župi Zagorju, a u zemljovidima unošeno u granice NDH.

## Srpanj 1941.
NDH je bila podijeljena na 10 velikih župa. Nakon priprema, koje su trajale četiri mjeseca, napravljena je u srpnju 1941. konačna podjela na 22 velike župe:
| velika župa      | sjedište      |
| ---------------- | ------------- |
| Zagorje          | Varaždin      |
| Prigorje         | Zagreb        |
| Bilogora         | Bjelovar      |
| Baranja          | Osijek        |
| Vuka             | Vukovar       |
| Posavje          | Brod na Savi  |
| Livac i Zapolje  | Nova Gradiška |
| Gora             | Petrinja      |
| Pokupje          | Karlovac      |
| Modruš           | Ogulin        |
| Vinodol-Podgorje | Senj          |
| Cetina           | Omiš          |
| Hum              | Mostar        |
| Dubrava          | Dubrovnik     |
| Vrhbosna         | Sarajevo      |
| Usora i Soli     | Tuzla         |
| Lašva i Glaž     | Travnik       |
| Pliva i Rama     | Jajce         |
| Krbava i Psat    | Bihać         |
| Sana i Luka      | Banja Luka    |

### Kotari u NDH
| Velika župa        | Kotari                                                                                               |
| Baranja            | Đakovo, Donji Miholjac, Našice, Osijek, Podravska Slatina, Valpovo, Virovitica                       |
| Bilogora           | Bjelovar, Čazma, Garešnica, Đurđevac, Grubišno Polje, Koprivnica, Križevci                           |
| Bribir - Sidraga   | Grahovo, Drniš, Knin                                                                                 |
| Cetina             | Brač, Hvar, Imotski, Makarska, Omiš, Sinj                                                            |
| Dubrava            | Bileća, Čapljina, Dubrovnik, Gacko, Ravno, Stolac, Trebinje; Kotor                                   |
| Gora               | Bosanski Novi, Dvor, Glina, Kostajnica, Petrinja, Sisak                                              |
| Hum                | Konjic, Ljubuški, Metković, Mostar, Nevesinje, Posušje                                               |
| Krbava - Pset      | Bihać, Bosanska Krupa, Hrvatski Petrovac, Cazin                                                      |
| Lašva - Glaž       | Fojnica, Travnik, Visoko, Zenica, Žepče                                                              |
| Lika - Gacka       | Gospić, Gračac, Korenica, Otočac, Perušić, Udbina                                                    |
| Livac - Zapolje    | Bosanska Dubica, Bosanska Gradiška, Daruvar, Nova Gradiška, Novska, Pakrac, Požega, Prnjavor         |
| Modruš             | Delnice, Ogulin, Slunj, Vrbovsko                                                                     |
| Pliva - Rama       | Bugojno, Duvno, Glamoč, Jajce, Kupres, Livno, Prozor, Varcar Vakuf                                   |
| Pokupje            | Jastrebarsko, Karlovac, Pisarovina, Vojnić, Topusko                                                  |
| Posavje            | Bijeljina, Brčko, Brod, Derventa, Gradačac, Županja                                                  |
| Prigorje           | Donja Stubica, Dugo Selo, Kutina, Samobor, Sveti Ivan Zelina, Velika Gorica, Zagreb                  |
| Sana - Luka        | Banja Luka, Ključ, Kotor Varoš, Prijedor, Sanski Most                                                |
| Usora - Soli       | Doboj, Gračanica, Kladanj, Maglaj, Teslić, Tešanj, Tuzla, Zvornik                                    |
| Vinodol - Podgorje | Brinje, Crikvenica, Karlobag, Kraljevica, Novi, Senj                                                 |
| Vrhbosna           | Čajniče, Foča, Rogatica, Sarajevo, Srebrenica, Višegrad, Vlasenica                                   |
| Vuka               | Hrvatska Mitrovica, Hrvatski Karlovci, Ilok, Irig, Ruma, Stara Pazova, Šid, Vinkovci, Vukovar, Zemun |
| Zagorje            | Čakovec, Ivanec, Klanjec, Krapina, Ludbreg, Novi Marof, Pregrada, Prelog, Varaždin, Zlatar           |

Padom Italije, još neki krajevi su kao posebni kotari ušli u sastav NDH.